# SNETA
SNETA (Syndicat National d'Etude des Transports Aériens) is een voormalig Belgisch luchtvaartbedrijf dat werd opgericht door Georges Nélis met de steun van koning Albert I op 31 maart 1919. De eerste vluchten van op de Luchthaven Haren gingen door naar Londen, Parijs en Amsterdam. De initiële vloot bestond uit drie Breguet XIV-toestellen, voormalige bommenwerpers van het Franse leger, drie De Havilland Airco DH.9-toestellen, voormalige bommenwerpers van het Britse leger en drie Rumpler C-IV-toestellen, voormalige verkenningstoestellen van het Duitse leger.
Na een studie door Emile Allard werd begonnen met vluchten in Belgisch-Kongo. Dochtermaatschappij CENAC (Comité d' Etude pour la Navigation Aérienne du Congo ) baatte de LARA, Ligne Aérienne Roi Albert, uit die vanaf 1 juli 1921 Matadi, Leopoldville en Stanleyville verbond met een vloot van zes Levy-Lepen watervliegtuigen.
Tot de piloten van SNETA behoorden Tony Orta en, van 1920 tot 1922 Iwan Smirnoff. Op 27 september 1921 brandde een houten vliegtuigloods uit, zeven van de drieëntwintig vliegtuigen van SNETA gingen in de vlammen op. Dit betekende het einde van de inzet van de De Havilland DH.4 als vliegtuig voor SNETA. SNETA, met Nélis als directeur, vloog ook met de Farman F.60 Goliath waarvan het op een bepaald moment zes toestellen in dienst had. Het bedrijf vloeide in 1923 uit tot Sabena.

## Trivia
- In 1920 kostte een ticket voor een SNETA-vlucht van Brussel naar Parijs 150 Belgische frank.